# USS Sargent Bay (CVE-83)
Авіаносець «Седжент Бей» (англ. USS Sargent Bay (CVE-83)) - ескортний авіаносець США часів Другої світової війни, типу «Касабланка».

## Історія створення
Авіаносець «Седжент Бей» початково призначався для передачі ВМС Великої Британії за програмою ленд-лізу, але 21 червня 1943 року було прийняте рішення про будівництво корабля для потреб ВМС США. Корабель був закладений 8 листопада 1943 року на верфі Kaiser Shipyards у Ванкувері. Спущений на воду 31 січня 1944 року, вступив у стрій 9 березня 1944 року.

## Історія служби
Після вступу в стрій авіаносець «Седжент Бей» протягом вересня 1944 - січня 1945 років здійснював перевезення літаків для потреб тактичного з'єднання TF-58/38.
3 січня 1945 року авіаносець отримав пошкодження внаслідок зіткнення з есмінцем «R. F. Keller».
Після ремонту авіаносець брав участь в десантних операціях на Іодзіму (лютий-березень 1945 року) та Окінаву (квітень-червень 1945 року).
Після закінчення бойових дій корабель перевозив американських солдатів та моряків на батьківщину (операція «Magic Carpet»).
23 липня 1946 року авіаносець «Седжент Бей» був виведений в резерв. 12 червня 1955 року він був перекласифікований в допоміжний авіаносець CVU-83.
27 червня 1958 року корабель був виключений зі списків флоту та зданий на злам.